# Canton du Lamentin-1-Sud-Bourg
Pour les articles homonymes, voir Canton du Lamentin (homonymie).
Le canton du Lamentin-1-Sud-Bourg est une ancienne division administrative française située dans le département et la région de la Martinique.

## Histoire
En Martinique, le canton du Lamentin-1-Sud-Bourg était, avec les cantons du Lamentin-2-Nord et du Lamentin-3-Est, l'un des trois cantons créés en 1985, en remplacement du canton du Lamentin.
À la suite des élections territoriales de décembre 2015 concernant la collectivité territoriale unique de Martinique, le conseil régional et le conseil général sont remplacés par l'assemblée de Martinique. De fait, les cantons disparaissent.

## Géographie
Dépendant de l'arrondissement de Fort-de-France, le canton du Lamentin-1-Sud-Bourg était l'un des trois cantons correspondant à une partie de la commune du Lamentin.

## Administration
| Période | Période          | Identité                     | Étiquette | Qualité |
| ------- | ---------------- | ---------------------------- | --------- | --- |
| 1985    | 1988             | Bertin Michigant (1932-2024) | PCM       | Employé des PTT, Le Lamentin Elu dans le canton du Lamentin-3-Est                                                                              |
| 1988    | 2001             | Georges Érichot              | PCM       | Enseignant |
| 2001    | 2002 (démission) | Pierre Samot                 | BPM       | Entrepreneur en bâtiment Maire du Lamentin (1989-2018) Député (2002-2003) Président de la CACEM (2008-2014) Vice-président du conseil régional |
| 2002    | décembre 2015    | Alfred Sinosa (1934-2023)    | BPM       | Inspecteur de l'Education nationale Adjoint au maire du Lamentin                                                                               |

## Composition
Le canton du Lamentin-1-Sud-Bourg se composait uniquement d'une partie de la commune du Lamentin et comptait 7 991 habitants (population municipale) au 1er janvier 2012,.

## Démographie
| 1990 | 1999  | 2006  | 2009  | 2012  |
| ---- | ----- | ----- | ----- | ----- |
| -    | 9 088 | 8 765 | 8 220 | 7 991 |